# Eoporis differens
Eoporis differens är en skalbaggsart som beskrevs av Maurice Pic 1926. Eoporis differens ingår i släktet Eoporis och familjen långhorningar.
Artens utbredningsområde är Laos. Inga underarter finns listade i Catalogue of Life.